# وسام بطل الجمهورية العربية السورية
وسام بطل الجمهورية العربية السورية وسام عسكري سوري، يُعدّ من أرفع الأوسمة العسكرية في سوريا، أُحدث بموجب مرسوم تشريعي في 20 أكتوبر 1973.